# Claremont Riding Academy
Das Gebäude der Claremont Riding Academy (ursprünglich ebenfalls Claremont Stables) und die drei Gebäude der Claremont Stables bilden in der 89th Street, zwischen Columbus und Amsterdam Avenues in Manhattans Upper West Side zusammen ein Ensemble, das von dem Architekten Frank A. Rooke entworfen und von Edward W. Bedell und dem Bauunternehmer Richard Deeves 1892 erbaut wurde.

## Claremont Stables

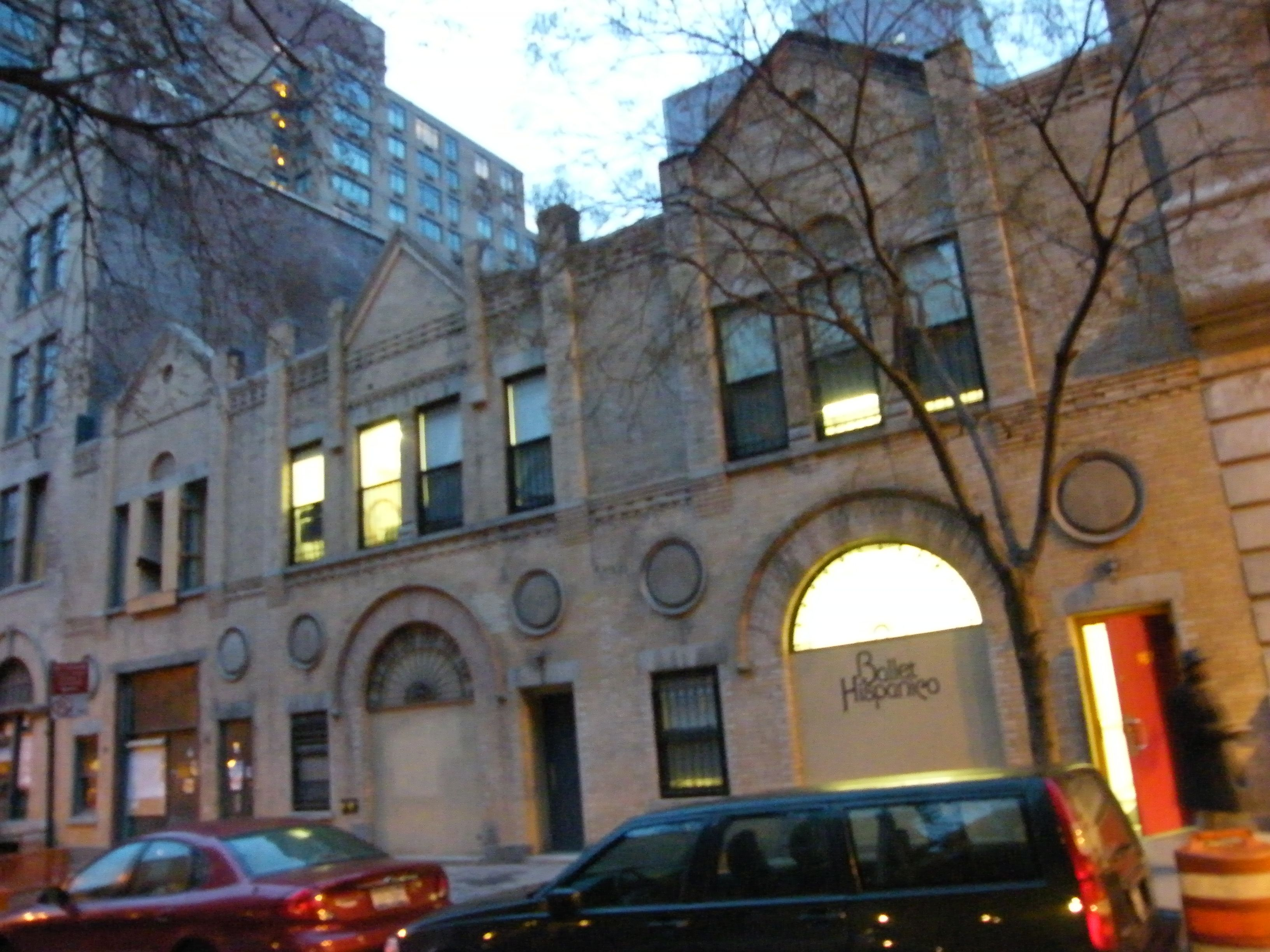
Die ehemals privaten zweistöckigen Claremont Stables mit dem Ballet Hispanico, 2009

Die Claremont Riding Academy, 175 West 89th Street, war als vierstöckiges, unterkellertes Gebäude mit Ställen für Pferde und Remisen für Kutschen konzipiert.
Daneben liegen drei zweistöckige Gebäude, 167, 169 und 171 West 89th Street, die privat an örtliche Familien verkauft wurden. Die drei Gebäude im Stil der  Neuromanik wurden 1983 in das National Register of Historic Places aufgenommen. 1989 wurden sie von Buck & Cane umgebaut beherbergten seitdem das Ballet Hispanico.
Claremont wurde 1892 eröffnet, als Pferde, Kutschen und andere pferdegezogene Fahrzeuge noch die wichtigsten Verkehrsmittel waren. Erst sechs Jahre später kamen die ersten Autos auf den Straßen von Manhattan auf. 1901 wurde ein Dachgeschoss hinzugefügt. Die Pferdeställe lagen im Keller und im ersten Obergeschoss, die Remisen für die Wagen im dritten und vierten Obergeschoss, sowie im Dachgeschoss. Das Erdgeschoss wurde zum Aufschirren und Anspannen der Pferde genutzt. Die Stallböden waren aus Beton, mit Abläufen für die Entsorgung von flüssigen Abfällen. Das Untergeschoss sowie das erste und zweite Obergeschoss waren durch Rampen verbunden.
Es konnten Wagen und Pferde gemietet werden. Außerdem konnten Pferde in Pension gegeben werden. In den folgenden 34 Jahren wurde der Stall von verschiedenen Pächtern betrieben.

## Claremont Riding Academy
1927 wurden die Claremont Stables zu einer Reitschule, welche die Reitwege im nahe gelegenen Central Park nutzen konnte. Im Dezember 1943 erwarb Irwin J. Novograd, ein polnischer Einwanderer, der als Buchhalter für Claremont tätig war, das Gebäude.
1961 wurde das Gebäude von der Stadt New York im Rahmen der West Side Urban Renewal Area enteignet und für den Abriss vorgesehen. Dennoch blieb die Akademie weitere 37 Jahre Mieter, mit jeweils monatlich verlängertem Mietverhältnis. Das Gebäude wurde 1980 in das  National Register of Historic Places aufgenommen.
Irwins Sohn, Paul J. Novograd, wurde 1984 Präsident der Akademie und verlieh weiterhin Pferde, nahm Pensionspferde auf und bot Gruppen- und Einzelreitstunden an. Die Stadt änderte ihre Pläne, der Abriss fand nicht statt und die Akademie konnte das Gebäude 1998 von der Stadt zurückkaufen. Die Reitwege im Central Park wurden jedoch nicht mehr unterhalten, verfielen und waren nicht mehr dem Reitsport vorbehalten. Dadurch wurden sie unbenutzbar. Das Geschäft des Reitstalls wurde dadurch beeinträchtigt. Dazu kamen hohe Kosten für eine historische Restaurierung des Gebäudes. Infolgedessen wurde die Claremont Riding Academy 2007 geschlossen. Sie war der älteste ununterbrochen betriebene Reitstall in New York City und der letzte öffentliche Reitstall in Manhattan.
Seit 2010 gehört das Gebäude zur Stephen Gaynor School, deren Hauptgebäude in der 148 West 90th Street liegt und auf der Rückseite an das Gelände anstößt. Ein Dachaufsatz wurde 2012 zugefügt.